# Stella nera (astronomia)

Una stella nera apparirebbe del tutto simile a un buco nero, ma senza orizzonte degli eventi.

Una stella nera (da non confondere con la nana nera) è un ipotetico tipo di stella, simile per molti aspetti a un buco nero, la cui esistenza è stata ipotizzata da Carlos Barcelò, Stefano Liberati, Sebastiano Sonego e Matt Visser.
Questi fisici hanno messo in dubbio l'esistenza dei buchi neri, che, per definizione, non sono visibili direttamente e possono essere rilevati solo tramite gli effetti che eserciterebbero sui corpi celesti vicini. La loro ipotesi scientifica prevede che alcuni effetti quantistici potrebbero non condurre al collasso gravitazionale con la formazione di un buco nero, ma generare un diverso corpo celeste privo di orizzonte degli eventi, chiamato "stella nera". Le stelle nere sarebbero tuttavia abbastanza dense da provocare molti degli effetti associati ai buchi neri. La loro ricerca è stata pubblicata su Scientific American e sulla sua edizione italiana Le Scienze.
Anche Stephen Hawking non ha escluso che i buchi neri siano in realtà stelle nere, in quanto «l'assenza di orizzonti degli eventi implica che non ci siano buchi neri, nel senso di condizioni da cui la luce non può sfuggire all'infinito».

## Paradossi dei buchi neri
La formulazione della teoria è stata stimolata dalla necessità di superare i paradossi associati all'ipotesi dei buchi neri:
- Singolarità: nei buchi neri classici (previsti dalla relatività generale) tutta la materia è concentrata in un punto (singolarità) di densità infinita. Questo suggerisce che la teoria non sia valida in questo punto, in quanto prevede una grandezza infinita. Probabilmente la relatività generale non fornisce previsioni corrette in questo punto in quanto non considera gli effetti quantistici a scala microscopica. Per superare questo paradosso si sta tentando di costruire una teoria quantistica della gravità, detta gravità quantistica.
- Perdita delle informazioni: secondo Stephen Hawking, i buchi neri evaporerebbero molto lentamente fino a scomparire del tutto, emettendo radiazione di Hawking. Ciò genera però il paradosso dell'informazione del buco nero. Questo paradosso consiste nel fatto che un buco nero, che contiene al suo interno un'enorme quantità di informazioni, evapori emettendo la radiazione di Hawking, che tuttavia non porta con sé nessuna informazione. Di conseguenza, durante l'evaporazione del buco nero, le informazioni contenute in esso svaniscono nel nulla. Il sistema isolato allo stato finale, cioè esaminato in seguito alla completa evaporazione del buco nero, consiste interamente di radiazione di Hawking, che tuttavia non trasporta informazioni, risultando nella perdita delle informazioni che allo stato iniziale erano inglobate all'interno del buco nero. Il processo di evoluzione temporale di questo sistema isolato costituito dal buco nero e dalla radiazione di Hawking risulta pertanto non unitario, violando il principio dell'unitarietà della Meccanica Quantistica, il quale prevede che l'informazione non può essere distrutta.

In assenza di una teoria completa sulla gravità quantistica, Barcelò, Liberati, Sonego e Visser hanno sviluppato una nuova ipotesi alternativa, quella delle stelle nere, sovrapponendo alcuni risultati della meccanica quantistica con altri di relatività generale. 
Le stelle nere, a differenza dei buchi neri, non perdono informazioni mentre evaporano. Tuttavia essa non risolve il problema del paradosso delle informazioni in maniera definitiva fino a quando non verrà esclusa completamente la formazione di buchi neri in qualche punto dell'universo.
La teoria delle stelle nere non è quindi la soluzione definitiva al paradosso delle informazioni, per la cui risoluzione definitiva bisognerà probabilmente attendere lo sviluppo di una teoria della gravità quantistica completa.

## Formazione ipotetica di una stella nera
Barcelò, Liberati, Sonego e Visser hanno dimostrato che, supponendo che il collasso gravitazionale di una stella sia molto più lento della caduta libera del materiale dalla superficie della stella verso il suo centro, alcuni effetti quantistici (polarizzazione del vuoto) possono opporsi significativamente al collasso impedendo la formazione di un orizzonte degli eventi e quindi di un buco nero. Si formerebbe invece una stella nera.

## Caratteristiche ipotetiche di una stella nera
Il campo gravitazionale in prossimità della stella nera è pressoché identico a quello di un buco nero. A differenza di un buco nero, tuttavia, le stelle nere non presentano né un orizzonte degli eventi né una singolarità al centro, ma l'interno è completamente pieno di materia densa. All'interno della stella nera, la temperatura della stella cresce al diminuire della distanza dal centro del corpo celeste. Infine, una stella nera emette una radiazione analoga alla radiazione di Hawking, ma a differenza di quest'ultima, la radiazione delle stelle nere trasporta informazione e dunque il principio di unitarietà non è violato (non vi è perdita di informazioni).